# 古根漢基金會
古根漢基金會（Solomon R. Guggenheim Foundation），全称所罗门·R·古根海姆基金会，為1937年由所罗门·罗伯特·古根海姆和他的藝術顧問希拉·雷貝成立的非營利組織。基金會是現代與當代藝術的重要典藏及研究機構，並在各地經營包括所羅門·R·古根漢美術館、佩姬·古根漢美術館、畢爾包古根漢美術館等數個古根漢美術館。

## 歷史

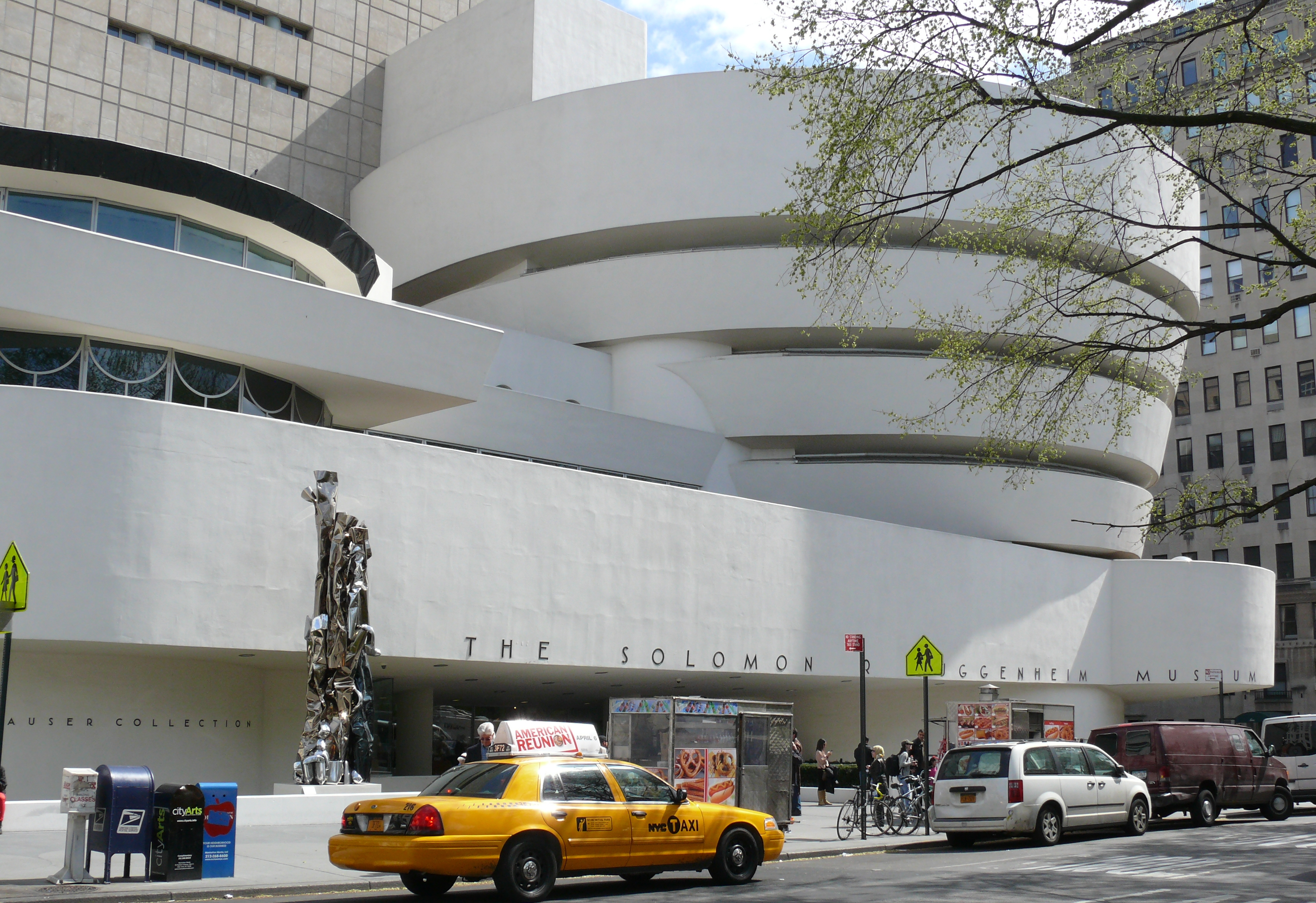
紐約所羅門·R·古根漢美術館

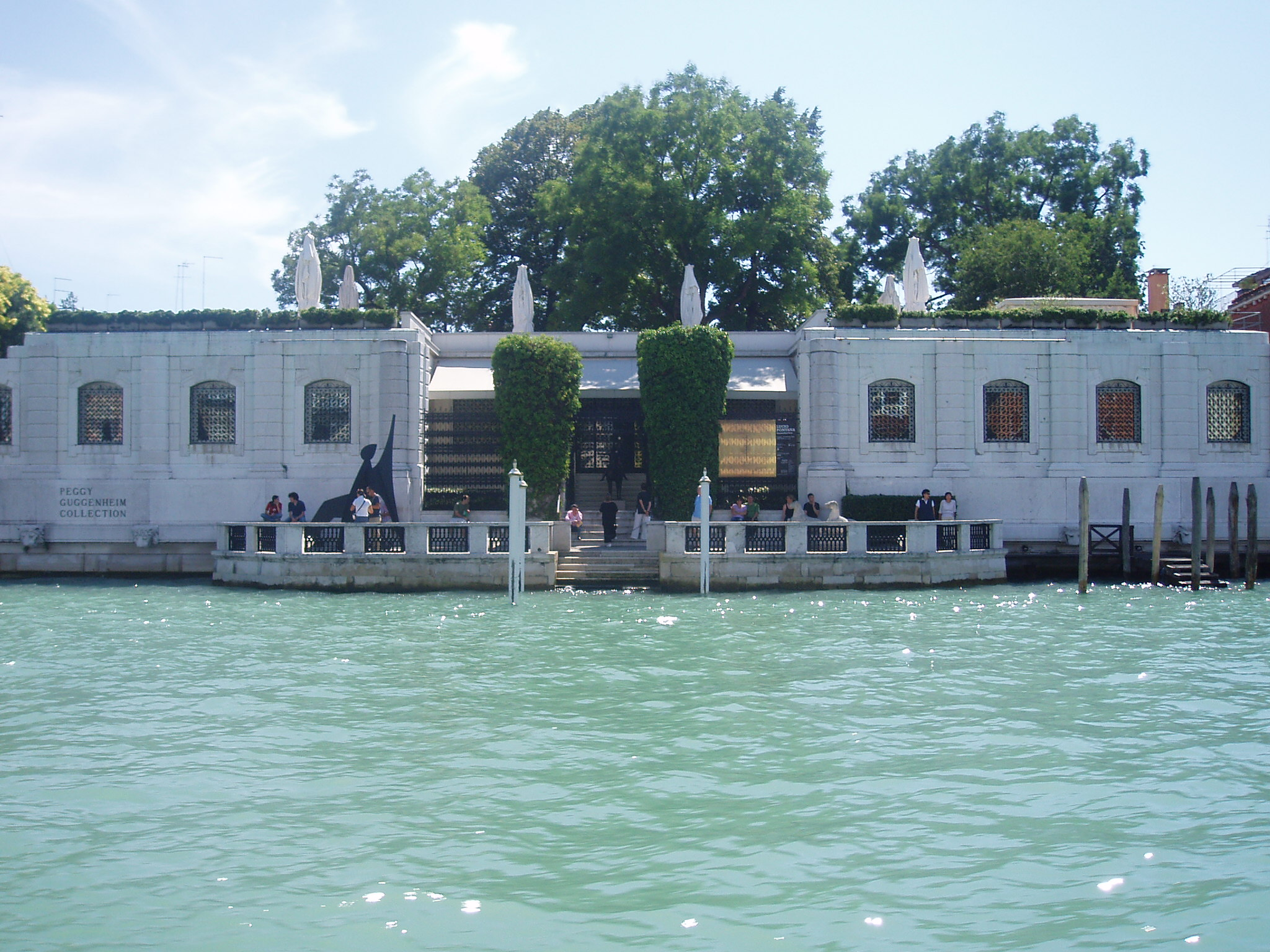
威尼斯佩姬·古根漢美術館

1930年代，美國實業家所羅門·R·古根漢於紐約收藏當代藝術作品，他將私人收藏存放在廣場飯店的私人寓所，並在該處將新進藏品作小型的公開展示，甚至透過希拉·雷貝的協助，至費城、巴爾的摩等地舉辦展覽。到了1937年，古根漢基金會正式成立，期待能發揮對藝術提倡、鼓勵和教育的作用，並發揮社教功能。基金會於1939年，在紐約曼哈頓的一處汽車展示間成立抽象畫館（Museum of Non-Objective Painting），由希拉·雷貝擔任館長，用來展示古根漢的收藏。在雷貝任內，館方購藏許多抽象藝術作品。到了1940年代，基金會著手興建一永久建物來收藏與日俱增的藝術品，弗蘭克·勞埃德·賴特於1943年被選為建築的設計者，但建築遲未開工，古根漢也於1949年過世。
1952年，詹姆斯·約翰遜·斯威尼接任雷貝辭職留下的館長職位，館名也正式更名為所羅門·R·古根漢美術館以紀念創辦人。在斯威尼任內，館藏開始增購雕塑及其他非抽象作品，延遲的新館建築工程也於1956年展開。1959年10月21日，新建的所羅門·R·古根漢美術館正式於紐約開幕。至1961年，托馬斯·M·梅瑟接任成為第三任館長後，又從私人收藏處獲得印象派和後印象派傑作，包括保羅·高更、 愛德華·馬奈、卡米耶·畢沙羅、梵高及多幅巴勃羅·畢卡索畫作。在這同一期間，基金會創辦人古根漢的另一位侄女佩姬·古根漢也愛好藝術收藏，1976年，佩姬·古根漢決定在死後將她在義大利威尼斯購置的韋尼耶·萊奧尼宮（Palazzo Venier dei Leoni）和超過300件的歷年收藏捐贈給基金會，這些藏品包括許多抽象藝術和超現實主義創作，如馬塞爾·杜象、馬克斯·恩斯特、卡濟米爾·馬列維奇的至上主義畫作、畢卡索、以及傑克遜·波洛克等人的作品。基金會自1979年佩姬·古根漢過世後，便同時經營著紐約和威尼斯佩姬·古根漢美術館兩處場館。
1988年，托馬斯·克倫斯成為新任館長。1990年，紐約所羅門·R·古根漢美術館因整修及擴建計畫封館，在1992年重新開館前，館藏分別至威尼斯、馬德里、東京、澳大利亚、蒙特婁等地作巡迴展出。此時基金會獲得一批1960至1970年代的收藏，包括極簡主義的雕塑和繪畫，以及概念藝術等各類作品。在1990年代，基金會的館藏擴增超過50%，其中包含大量的當代攝影和綜合媒材作品。

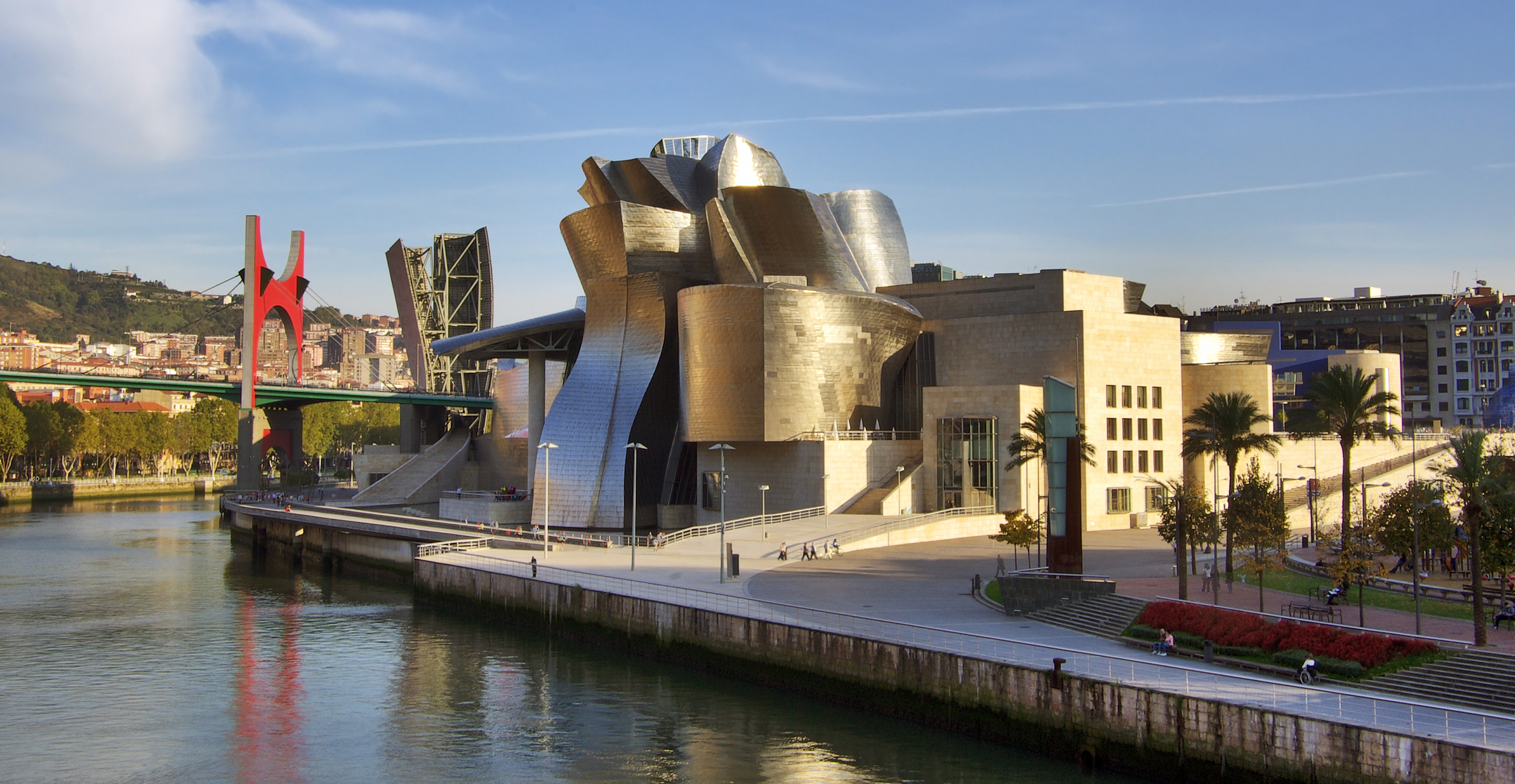
畢爾包古根漢美術館

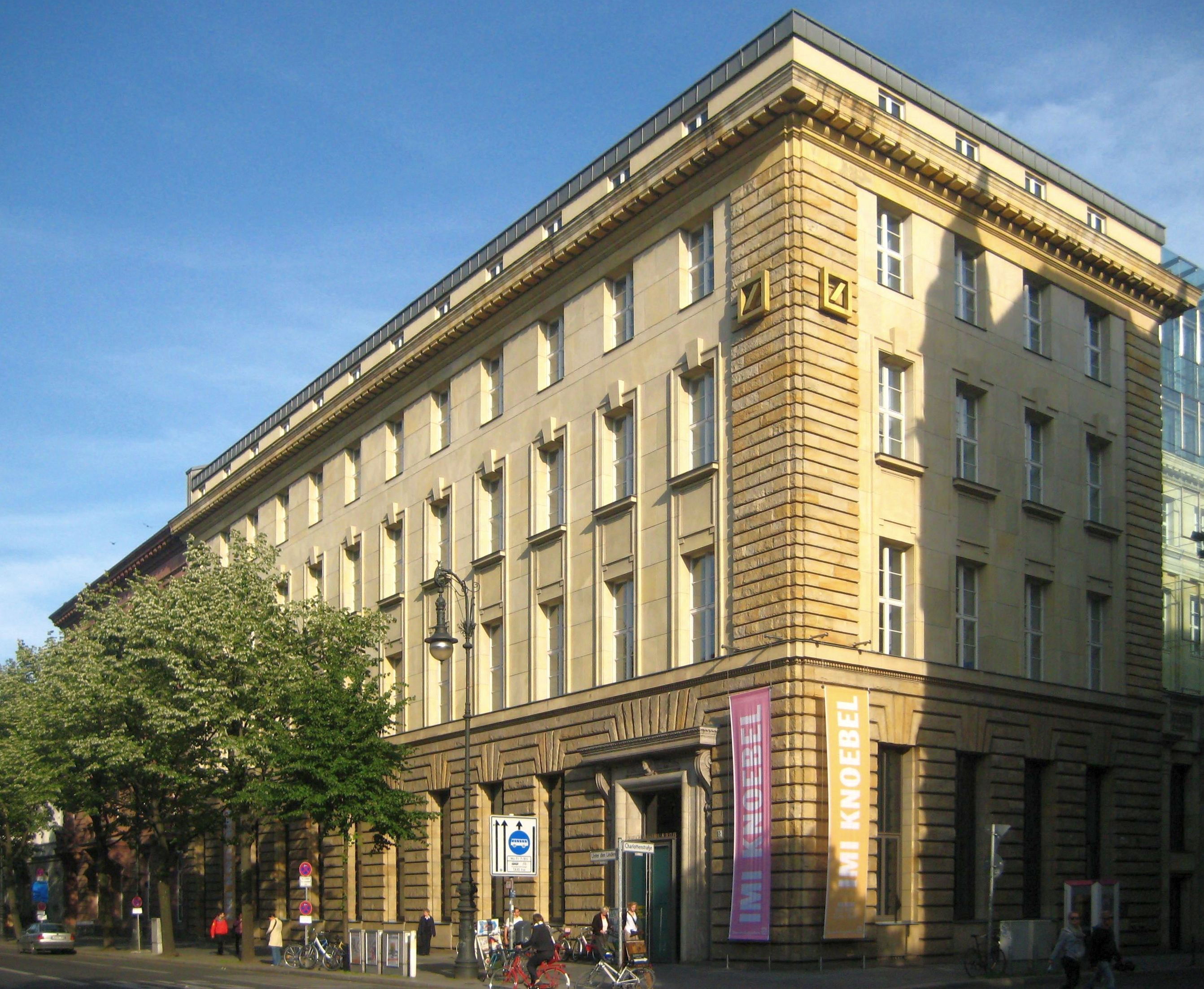
柏林德意志古根漢美術館

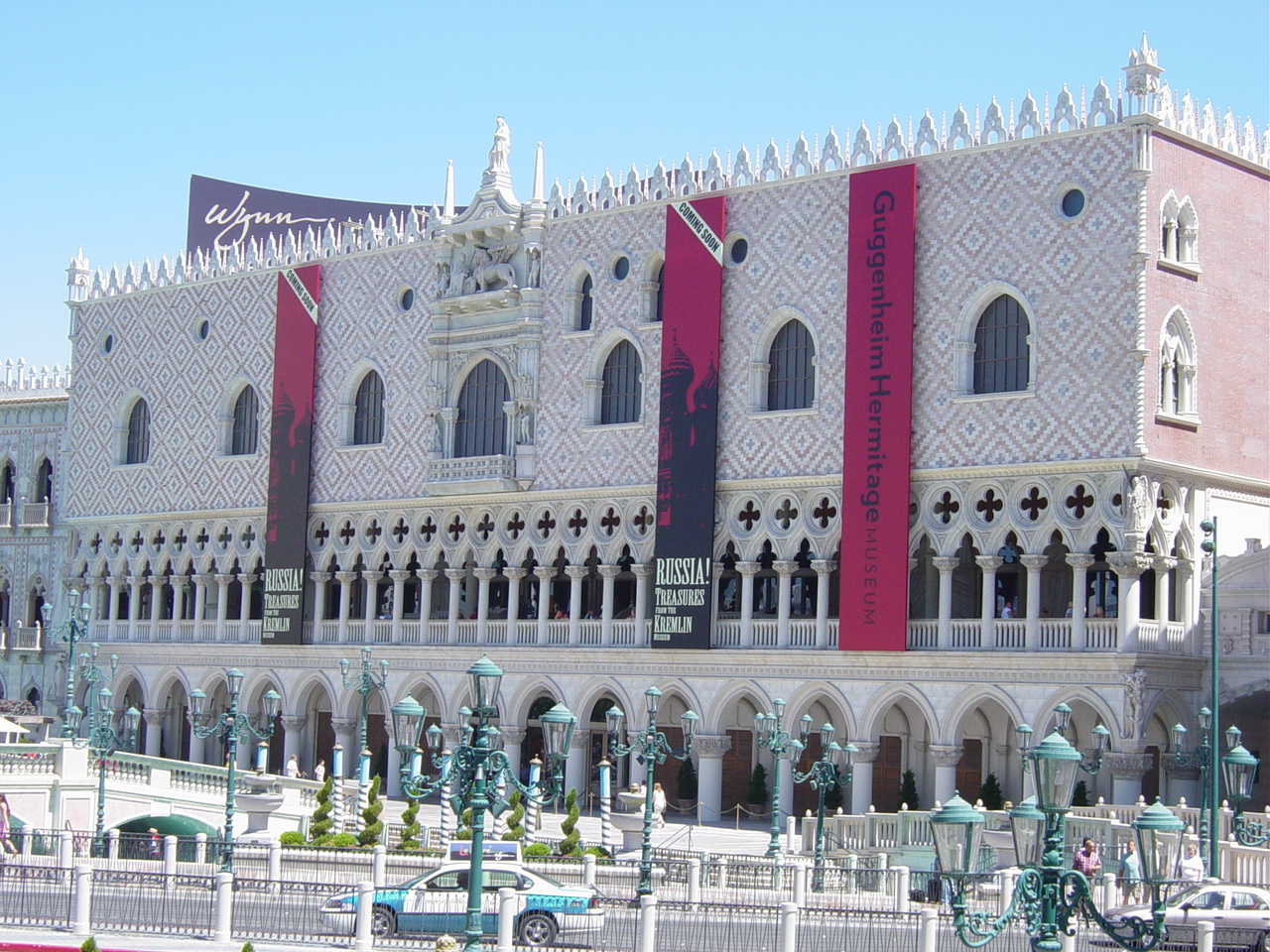
拉斯維加斯古根漢埃爾米塔日美術館

基金會在1990年代不僅持續擴增館藏，同時也陸續開設分館。1991年，西班牙巴斯克自治區政府資助基金會在畢爾包成立美術館，自治區政府同意支付一億美元的全額建築費用並每年支援營運經費。1997年，基金會委任法蘭克·蓋瑞設計的畢爾包古根漢美術館落成啟用，館藏在基金會規畫下，收藏戰後歐美的繪畫與雕塑作品，開設的展覽也包括來自紐約古根漢和其他國際知名場館的收藏。同年，和德意志銀行合作開設的德意志古根漢美術館也在德國柏林開館，每年在柏林策劃三至四場展覽。2000年，古根漢基金會又和埃爾米塔日博物館合作在拉斯維加斯威尼斯人酒店開設古根漢埃爾米塔日美術館。從2001年起在拉斯維加斯共七年的營運時間內，舉辦十場展覽，吸引約一百一十萬人次參觀。古根漢基金會另在各地洽談設立新館的可能，2006年，阿布達比政府和基金會簽訂備忘錄，由法蘭克·蓋瑞設計的阿布達比古根漢美術館，將座落於阿布達比，屆時除了擁有自身館藏外，也將展出基金會的其他藏品。

## 營運場館
營運中
- 所羅門·R·古根漢美術館（ 美国紐約[3]，1937年至今）
- 佩姬·古根漢美術館， 義大利威尼斯（1951年至今）
- 畢爾包古根漢美術館， 西班牙畢爾包（1997年至今）

興建中
- 阿布達比古根漢美術館， 阿联酋阿布達比[4]

已結束營運
- 蘇豪古根漢美術館（英语：SoHoPaul Goldberger）（ 美国紐約，古根海姆博物館的分館，位於曼哈頓的蘇豪街區（1992-2001）[5]
- 古根海姆瓜達拉哈拉美術館（ 墨西哥瓜達拉哈拉，2007–2009）[6]
- 古根漢埃爾米塔日美術館（英语：Guggenheim_Hermitage_Museum）（ 美国拉斯维加斯，2001-2008）[7][8]
- 德意志古根漢美術館（ 德国柏林，1997-2013）[9][10]

計畫取消
- 台中古根漢美術館， 中華民國（臺灣）台中

## 外部連結
- 古根漢美術館官方網站（页面存档备份，存于）
- BMW古根漢實驗室 （页面存档备份，存于）
- YouTube Play （页面存档备份，存于）
- 古根漢YouTube Play （页面存档备份，存于）